# 理由 (小説)
『理由』（りゆう）は、宮部みゆきの長編推理小説。1996年9月2日から1997年9月20日まで「朝日新聞」夕刊に連載され、加筆されたのち、1998年5月15日に朝日新聞社から単行本が刊行された。第120回直木三十五賞受賞作。
高級マンションで起きた殺人事件を、数十人もの人物を登場させ、ドキュメンタリー的手法で追う。
直木賞には、『龍は眠る』（1991年上期）、『返事はいらない』（1991年下期）、『火車』（1992年下期）、『人質カノン』（1996年上期）、『蒲生邸事件』（1996年下期）と5度候補になり、6度目の候補で受賞となったが、どちらかというと宮部の実績を重視しての授賞であり、「直木賞のあげ遅れ」という批判が多くなされた。

## あらすじ
荒川区の高級高層マンション「ヴァンダール千住北ニューシティ」のウエストタワー2025室で、4人の死体が発見される。1人は転落死で、残りは何者かに殺されたようであった。当初、4人は家族だと思われていたが、捜査が進むうち、実は他人同士だったことが明らかになる。彼らはなぜ家族として暮らし、なぜ死ぬことになったのかという謎を、数多くの登場人物たちの視点を通して考察しながら、次第に解明していくという、ドキュメンタリー的手法で描く。

## 書誌
- 初出：1996年9月2日から1997年9月20日「朝日新聞」夕刊
- 単行本：1998年5月15日、朝日新聞社、ISBN 9784022572448
- 文庫：2002年8月9日、朝日文庫、ISBN 9784022642950
  - 二次文庫：2004年7月1日、新潮文庫、ISBN 9784101369235[注 2]

## 映像化作品

### ドラマW 2004年版
WOWOWのドラマWで2004年4月29日に放送された。「架空の事件へのルポルタージュ」という原作の特色を忠実になぞっている一方、事件を基にした小説の刊行、「映画化」すらも作中の描写の一つとしてしまうメタフィクションものにもなっている。アスミック・エースの配給により、同年12月18日に劇場公開された。
また『理由 日テレヴァージョン』と題し、日本テレビ系のDRAMA COMPLEXにて2005年11月8日に「架空の報道特番」という形で一部再構成した「ドキュメント版」が放送されている。実在のアナウンサー（羽鳥慎一、西尾由佳理）が報道スタジオから事件（番組の中では本当にあった事件で、『理由』もノンフィクションという設定）について説明するシーンがあるが、ギャグやテロップなどを入れて実際の報道番組と間違えられないよう工夫がなされている。また、この中では複数の登場人物たちの「その後」も紹介されている。なお、ドキュメント版のソフト化は行っていない。

#### キャスト
登場順
- 交番の石川巡査長：村田雄浩
- 交番の女子中学生：中浜奈美子
- 片倉信子：寺島咲
- ヴァンダール千住北ニューシティー管理人 佐野利明：岸部一徳
- 1225号室住人 佐藤義男：大和田伸也
- 管理人佐野の妻 佐野なおこ：小林かおり
- 2024号室住人 葛西美枝子：久本雅美
- ラジオのアナウンサー：安田敬一郎
- 葛西美枝子の夫 葛西一之：大久保運
- 警察官1：小磯勝弥
- 警察官2：若林謙
- 資産家の若い夫：松田洋治
- その妻 とし子：宝生舞
- 佐藤の妻 佐藤秋江：松田美由紀
- その娘 佐藤彩美：横山香夢
- その息子 佐藤博史：伊阪達也
- 救急車隊員1：園部貴一
- 救急車隊員2：佐和タカシ
- 警察官3：三浦景虎
- 警察官4：加藤雅
- 佐藤の秘書：橘ゆかり
- 荒川北署巡査部長 吉田達夫：河原さぶ
- 荒川北署巡査長 黒井洋次：葛原光生
- はましま学習教室経営者 小糸貴子：赤座美代子
- 学習教室の生徒1：陳平歩
- 学習教室の生徒2：向井優貴
- 学習教室の生徒3：向井沙織
- 学習教室の生徒4：清水映里
- 学習教室の生徒5：松村理子
- ラーメン屋の若者：大和田悠太
- 小学生の小糸孝弘：立原勇武
- 小糸信治の妻 小糸静子：風吹ジュン
- 小糸信治：山田辰夫
- 警察庁捜査一課警部 田嶋稔：渡辺裕之
- 片倉ハウス住人 片倉義文：柄本明
- 義文の妻 片倉幸恵：渡辺えり
- 労務者風の男1：大前均
- 労務者風の男2：横田房七
- 義文の長男 片倉春樹：真鍋卓也
- 義文の母 片倉たえ子：菅井きん
- パークハウジング マンション事業部部長 井出康文：長沢純
- ウエストタワー理事長：石上三登志
- 理事：沢井晴夫
- 理事：高橋恒美
- 理事：古山桂司
- 理事：杉田明夫
- 2026号室住人 北畠敦子：小林聡美
- 北畠智恵子 敦子の姑：風見章子
- 敦子の息子：小阪光
- 敦子の息子：小阪明
- 砂川里子と呼ばれた女 秋吉勝子：古手川祐子
- 砂川トメと呼ばれた女 三田ハツエ：利根はる恵
- 砂川信夫：綾田俊樹
- 八代祐司：加瀬亮
- 小糸孝弘：厚木拓郎
- 19階の高校生 木暮美佳：久保麻衣子
- 810号室住人 篠田いずみ：多部未華子
- 宝井綾子の母 宝井敏子：左時枝
- 綾子の弟 宝井康隆：細山田隆人
- 綾子の父 宝井睦夫：ベンガル
- 宝井綾子：伊藤歩
- 綾子の息子 宝井祐介：加藤智恵理
- 綾子の担任 常盤一郎：小形雄二
- 綾子の祖父 宝井辰雄：立川談志
- 石田直澄の母 石田キヌ江：南田洋子
- 捜査官1：久保田哲司
- 捜査官2：佐倉敏
- 雀荘「きさらぎ」の店主 木田好子：明日香七穂
- 雀荘「きさらぎ」の客 雀荘千茱萸組：柳下毅一郎、篠原健、茂木節美、藤田健次、田野慶太、丸島健、千茱萸、國光直人、大久保正通、今津智之、木下康志、本田唯一、久保山努、北山正剛、梅崎雄三、藤原雅一、宮入康弘
- 「一起不動産」社長 早川一起：石橋蓮司
- 「あきら玩具」元店主 Aさん：麿赤兒
- Aさんの妻：東郷晴子
- 占有屋の若い男：柳沢慎吾
- 占有屋の若い女：島崎和歌子
- 石田直澄の弁護士 戸村六郎：小林稔侍
- 事務局の女性：高橋かおり
- 小糸信治の部下1：勝野洋輔
- 小糸信治の部下2：木村文
- 小糸信治の部下3：林優樹
- 小糸信治の部下4：武井丈兒
- 大手家電メーカー社長：縄田一男
- 下町の玩具店店主：濱井利夫
- 石田直澄の長男 石田直己：宮崎将
- 石田直澄の長女 石田由香里：宮崎あおい
- 由香里の友人：花澤香菜
- 「フラワーロード」の店主 有吉房雄：永六輔
- 石田直澄：勝野洋
- 石田直澄の父 石田直隆：片岡鶴太郎
- 石田直澄の同僚 田上辰男：並樹史朗
- 石田直澄の同僚 金井晃良：横山あきお
- 砂川里子：根岸季衣
- 「あしべ」の客：山本晋也
- 「あしべ」の客：池永いづみ
- テレヴィ局のアナウンサー：荻野奈緒美
- 「あしべ」の経営者 伊沢和宣：真田健一郎
- 伊沢の妻 伊沢総子：入江若葉
- 里子の息子 砂川毅：小林健
- 毅の恋人：菊池百合子
- 特別養護老人ホーム「あけぼの園」職員：嶋田久作
- 砂川信夫の母 砂川トメ：鈴木幸枝
- 秋吉勝子の兄 秋吉克之：峰岸徹
- 克之の妻 秋吉さなえ：吉行由美
- テレヴィ局の男性アナウンサー：田中大士
- 有料老人ホーム「あすか園」職員 皆川康子：角替和枝
- 浜松駅の警察官：岡村洋一
- ストリートミュージシャン：ストロー（さくまひでき、笹沢チャーリー昌之、小野滋久）
- 若者グループ：スパイス（沼田恒守、佐藤哲也、岡田仁、甲斐厚史、小川和伸）
- 三田ハツエの次女：林優枝
- 三田ハツエの孫：柴山智加
- イーストタワーの住人 B子：裕木奈江
- すれ違うおばさん：大山のぶ代
- 美容院の先生：木野花
- 美容院の客：田根楽子
- 出版社の編集長：小林のり一
- 作家：中江有里

#### スタッフ
- 監督・編集：大林宣彦 - 日本テレビ版では、大林自身がTV放送用の追加新撮及び再構成を行っている。
- 脚本：大林宣彦、石森史郎
- 音楽：山下康介、学草太郎
- 撮影：加藤雄大
- 美術：竹内公一
- 録音：井家眞紀夫
- 照明：佐野武治
- 編集：内田純子
- 助監督：山本伊知郎
- VFXスーパーバイザー：大屋哲男
- VFX：マリンポスト
- 美術・装飾：東宝映像美術
- スタジオ：東宝スタジオ
- 現像・ビデオ編集：IMAGICA
- ロケ協力：信州上田フィルムコミッションほか
- プロデュース：戸田幸宏、大林恭子、山崎輝道
- 企画協力：大沢オフィス
- 製作：WOWOW
- 製作協力：PSC
- 劇場配給：アスミック・エース

#### 製作
企画
『理由』は、2004年暮れまでに190万部を売り上げた大ベストセラー。発表直後から映像化の依頼はテレビ・映画から宮部に山ほどあった。107人の登場人物が総て横並び、その各々の証言で事件が語られるというルポルタージュ形式の、文庫本で600枚に及ぶ大部のミステリーを2時間で映像化しようとすれば、製作予算や撮影日数を計算し、企画者がまず考えるのは、事件を追う"語り部"を設定し、主人公の"人称"を定めて物語を進行するか、或いは登場人物を20人程度に絞り込み、濃密な"人間ドラマ"として描くかのどちらかである。これらの作業はプロデューサーやシナリオライターにとっては腕の見せ所ということになる。実際にクランクイン直前まで行ったケースもあったが、宮部が「それではやっぱり私の『理由』じゃありませんから」と頑に首を振らず、こうして数年が経過し、『理由』は"映像化不可能"の企画として埋葬され続けることになった。その墓を掘り開けたのが、WOWOWドラマWの企画を初めて任された同局の若きプロデューサー・戸田幸宏。失職時代の暗い日々の中で小説と出会い、「いつかこれを大林宣彦監督で映画化したい」と夢見た。絶好のチャンスに勢いのまま宮部に駆け込み「原作通りのドキュメントタッチでやらせて下さい」と訴えた。宮部から「そんなことが可能なんですか?」と言われたため、「監督は大林さんで」と答えたら、宮部から「ああ、それなら願ってもないです」と言われた。その勢いで今度はPSCの大林恭子プロデューサーに「大林さんなら是非に、と宮部さんが仰しゃってます！」と訴えた。大林恭子は若い情熱が大好きで「分かったわ、一緒に夢を実現しましょう」と、大林宣彦が承諾する前に大林の監督を決めた。また戸田は大林宣彦に「僕は大林さんの『北京的西瓜』や『女ざかり』の路線が好きなので、その方法で『理由』を撮ってくれませんか」と頼んだ。大林作品で自己企画でない映画製作は稀である。大林は原作を読み、戸田に「とても映画には向かない。本当に映画にするつもりですか?」と言ったら、戸田が「ハイ、これが初プロデュースです」と言った。作品のスケールからWOWOWの"定番"予算では半分しか賄えない状態。もうダメだろうというところまで追い詰められたが、大林夫妻が「こういう映画こそみんなに見せたいね」と"決断"し、WOWOWでのテレビ放映が先だが、映画での興行を想定して大林の会社・PSCが出資を提案。映画はPSCの自主製作という形で製作費を半分PSCで出し、PSCとWOWOWの"共同出資"という形を取った。『ふたり』のNHKとの時と同じように、WOWOWの企画製作でテレビバージョンも作るが、同時に映画バージョンも作った。このため、キャスト・スタッフとも"大きなスクリーンを"目指して、低予算の現場を知恵と工夫で乗り切ることになった。大林は原作は「人間や家族の絆が失われた時代に、殺人事件がむしろ哀しき絆となった人間群像の物語」と解釈した。エンドクレジットでは、たくさんの人たちによって「殺人事件が結ぶきずな～」と不気味なフレーズの歌が延々と繰り返され、それまで観てきた内容もぶっ飛ぶ異様なものとなっている。
脚本
通常2時間の映画だとペラ200枚が目処だが、1992年の『青春デンデケデケデケ』で脚本を頼んだ石森史郎が、厖大な原作小説と闘い、ペラ600枚に及ぶ脚本初稿を書き、これを大林が"直し"無しで、現場での演出と編集で上手くいったこともあり、石森に脚本を頼んだ。しかし本作は聞きしに勝る荒馬で、石森の書いてきたホンでは映画にならないと判断。強引にまとめれば、10人ぐらいの出演者でも出来なくはないが、宮部から「総てお任せする」と伝えられたことで、107人総てを画面に出さなければ、宮部が意図する現代の人間の絆のありようが描き切れない、それが礼節だと考えた。これまでの大林映画の手法に当てはめられる素材ではなく、いいアイデアも浮かばず、2ヵ月が過ぎ、思考が煮詰まって動きが取れなくなった所で、大林恭子が原作の重要人物、場面、科白などの"勘所"を網羅した部厚い"ノオト"を大林宣彦に渡した。大林はそれを頼りに原作の"章立て"通りに"一章7分"、"20章で140分"見当で5日間でペラに詰め、これが決定稿になった。石森に見せると「僕は原作の"ダイジェスト"にはしたくなかった」と言われた。"原作のダイジェスト"に終わるかどうかは、ここから先は監督の仕事と意を決した。
キャスティング
プロの俳優は映画になった『理由』を見てみたいと思う人が多く、「宮部vs.大林」として一つの事件となったこともあり、所謂大林組といわれる俳優たちから「ノーギャラでいいんで、参加します」と多くの申し出があった。ドラマや映画なら10本分を優に超えるキャスティング。映画としては三分の一程度の予算とスケジュールだったが、それが妙なエネルギーを結集させた。マンションの理事長役として出演する石上三登志は「現場は俳優さんだらけだった。スケジュールはタイトで大変だった」と証言している。大林映画といえば、必ず一人は新人女優がデビューするが、キャストクレジットで（新人）とクレジットされるのは、寺島咲と多部未華子だが、当時の本作での大林の押しは寺島の方だった。寺島も多部も本作が映画デビュー作である。寺島は「オーディションの合間にケーキが出て、他のオーディションではまずないことで驚きました。当時は13歳で、中学一年生でもあり、漠然と芸能界に憧れのようなものがありましたけど女優になりたいという気持ちはまだなかったです。撮影中だけでなく、勝野洋さんや柄本明さんといったベテランの俳優さんたちとご一緒させていただくことで、まだ演技をする余裕はなかったけど、できればこういう現場にいたいな、という気持ちが出てきて、女優を続けていこうと思うようになりました」などと述べている。
演出
原作は"物語"不在の時代に新聞紙面の"情報"のスタイルを借りて"虚構"を編み出そうというのが宮部の拓抜な"魂胆"で、大林は"ドキュメンタリータッチ"だといって容易に"手持ちキャメラ"を振り回すのは愚の骨頂と判断。"映画的トリック"を"確信犯的"にきちんと施してこそ、"映画的悦楽"は醸造出来るのだと考えた。当初は2時間くらいで考えていたが、昔の映画のような長尺を再現すべく2時間40分で作った。107人の登場人物は、大林が『理由』の動機として我々は一人で生きているつもりでいるけど、他人事だと思っていた殺人事件一つにだって107人を結びつきているじゃないか、つまり人間は一人では生きていけない。これも殺人事件が結んだ悲しい人間の絆ではないか、そういう悲しい絆を幸せな絆にした方がいいという作者の願いを感じ、登場人物を絞らなかった。また推理小説を映画化すると、出ている俳優でこの人が犯人、この人が重要人物と観る側がある程度想像してしまうので、これも107人出した理由の一つで、オールスターキャストの顔見せ興行にしたらドキュメンタリーどころでなくなるという判断から、107人全員に"ノーメイク"をお願いした。そのことにより無名性を持つことになる。俳優はメイクは役作りと一つと考えているため、メイクを落とすと役じゃなくなり、短い出番の背後に"人間"としての"生きた歴史"を醸し出す、或いは曝け出すことになる。この試みは『女ざかり』で一度やったが、ベテラン女優たちにとっては、清水の舞台から飛び降りるようなもので、抵抗した者もいたが「どんな名優でも赤子と動物には食われてしまう。なぜなら赤子と動物は演技をしないからで、虚構を超えた存在自体が名優。だから今回あなたたちは赤子や動物になって下さい」、「そのシミが出来るまでにどういう人生を生きてきたか勝負だよ。シミもシワも活かして下さい」などと重ねて説得した。ここで大林の商業映画デビュー作『ハウス』と同様に、大林の意図をすぐに理解して率先してくれたのが、南田洋子だったという。
撮影当時の俳優はテレビドラマなどで大筋だけ飲み込んで、あとは日常語で話すことがリアリティと言われた時代で、大林は敢えて、新聞記事になったときに事件の関係者の言葉として使う、記者がまとめた言語を、日常語に戻さず、そのまま喋らせるという試みを行った。俳優たちに『句読点まで正確に話せ、舞台のセリフだと考えてくれ」と指示した。新聞言語の再現のため、抑揚も付けられず、感情移入も出来ないため、当然棒読みのようなセリフ回しとなる。劇映画でこれをやると嘘っぽくなるため、無人称のカメラの脇に取り付けられた目玉に向かって語るスタイルで通した。大林は「ドキュメンタリータッチといわれたけど、実は極めて制度的な作り方をした」と話している。宮部みゆきの原作そのままの映像化でセリフもそのまま使われた箇所も多い。「"恣意"的に"三人称ドラマ"が混在するという"人称"の"混沌状態"までが総てこの"小説"を"ジャーナリズムの虚実"に見立てた"原作通り"」と述べている。

#### 作品の評価
WOWOWの放映で高視聴率を獲り、作品が評価されたことで劇場公開が決まった。
宮部は映画を観て「面白かった」、「本当に原作に忠実に映画にしていただいた」、「映画ですごいセリフが出てきたなと思ったら、何だ、私が書いてたわ(笑)」、「映画に嫉妬しました」などと言わしめた。
立川志らくは「大林監督は、人生のテーマは不気味だと言っていました。君とこうして会うのも不気味だし、僕が映画を撮るのも不気味だと。人と人とのつながりはみんな不気味だということが、大林さんの言いたいことじゃないかと思いました。ぼんやりと観ていて、始めは話が分からないけど、最後は不思議と分かっているうまさ」などと、三留まゆみは「こういうアプローチの仕方があるのかと、原作より何倍も面白く観ました。2時間40分を全く飽きさせずに見せてしまう大林さんは改めて凄いと思いました。宮部みゆきさんの原作と真正面から向かい合い自分の映画として作り上げている、挑戦的な映画です」などと、石上三登志は「今回一番大事なのは、宮部みゆき原作という鉱脈に、やっと本格的にぶつかったことだと思う」などと評した。
双葉十三郎は「ロバート・アルトマン顔負けの証言者映画の傑作」と称賛した。

#### 受賞
- 第42回ギャラクシー賞 テレビ部門 奨励賞[10]
- 第24回藤本賞 奨励賞（大林宣彦）
- 第14回日本映画批評家大賞 監督賞（大林宣彦）[17]

### テレビドラマ 2012年版
2012年5月7日にTBS系の月曜ゴールデン枠でTBSスペシャルドラマ企画 『宮部みゆき・4週連続 “極上”ミステリー』の第1夜として放送された。主演は寺尾聰。サスペンスドラマもしくは警察ドラマのような仕上がりになっている。

#### キャスト
吉田 達夫 - 寺尾聰
警視庁荒川北警察署刑事。
八代 裕二 - 速水もこみち
綾子の恋人。
宝井 綾子 - 吹石一恵
定食屋「宝食堂」の娘。
宝井 翔太 - 今野陽斗 / 赤間玲奈
裕二・綾子の息子。
朝倉 和也 - 福士誠治
美穂の婚約者。都洋自動車販売整備士。
立花 啓太 - 永山絢斗
警視庁荒川北警察署刑事。吉田の相棒。
宝井 康隆 - 菅田将暉
綾子の弟。
石田 由香利 - 橋本愛
直澄の娘。高校生。
石田 直己 - 永江祐貴
直澄の息子。大学生。
小西 美穂 - 香里奈（友情出演）
達夫の娘。在宅で仕事をしている。
小西 貴子 - 麻生祐未
達夫の元妻。
砂川 信夫 - 岩松了
会社経営に行き詰まり失踪する。
砂川 里子 - 美保純
信夫の妻。
秋吉 勝子 - あめくみちこ
ほっかほっかお弁当「しやく亭」勤務。
秋吉 克之 - 中村扇雀
勝子の兄。秋吉印刷経営者。
小糸 信治 - 堀部圭亮
ヴァンダール千住北ニューシティー2025号室住人。
佐野 利明 - 山上賢治
ヴァンダール千住北ニューシティー管理人。
片倉 信子 - 荒川ちか
義文の娘。父子家庭で育つ。
石田 キヌ江 - 江波杏子
直澄の義母。由香利・直己の祖母。
宝井 睦夫 - 平田満
定食屋「宝食堂」店主。
宝井 敏子 - りりィ
睦夫の妻。
石田 直澄 - 杉本哲太
由香利・直己の父親。幼少時に家族を火災で失う。
片倉 義文 - 沢村一樹
簡易旅館「片倉ハウス」を営む。

#### スタッフ
- 原作：宮部みゆき「理由」（新潮社）
- 企画協力：河野治彦（大沢オフィス）
- 脚本：高橋麻紀
- 監督：山本剛義
- 助監督：桜庭信一
- 音楽コーディネーター：溝口大悟
- オープニングテーマー：ゲイリー芦屋
- サウンドデザイン：石井和之（スポット）
- 撮影：近江正彦（Bカメ）
- CG：鳥尾美里
- プロデューサー：津留正明、渡辺良介（大映テレビ）、塚原あゆ子（ドリマックス）
- AP：都築歩（大映テレビ）
- 制作協力：大映テレビ
- 製作著作：TBS